# شويعرة المروج
شويعرة المروج (بالإنجليزية: Meadow Brome)‏ نوع نباتي يتبع جنس الشويعرة من الفصيلة النجيلية.
يعد هذا النوع من محاصيل العلف المهمة.

## الموئل والانتشار
ينتشر في المغرب العربي وتركيا والقوقاز وكل مناطق أوروبا من اليونان والبلقان إلى إسبانيا وشمالاً من إيرلندا وبريطانيا إلى روسيا. تم إدخاله إلى أمريكا الشمالية.

## مرادفات للاسم العلمي
- (باللاتينية: Serrafalcus commutatus (Schrad.) Bab.)
- (باللاتينية: Bromus racemosus subsp. commutatus (Schrad.) Syme)
- (باللاتينية: Bromus secalinus subsp. commutatus (Schrad.) Lloret)

## معرض صور

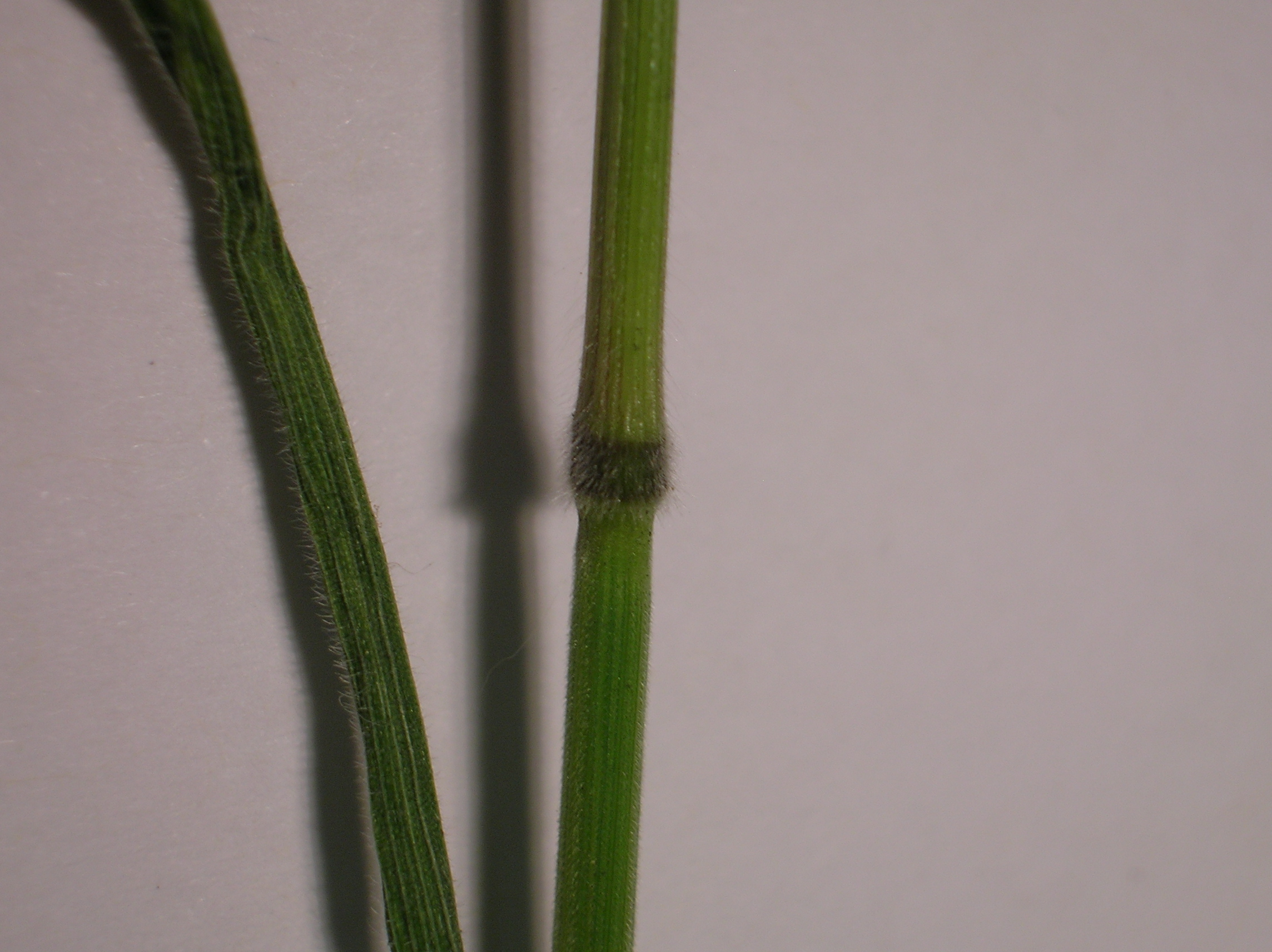
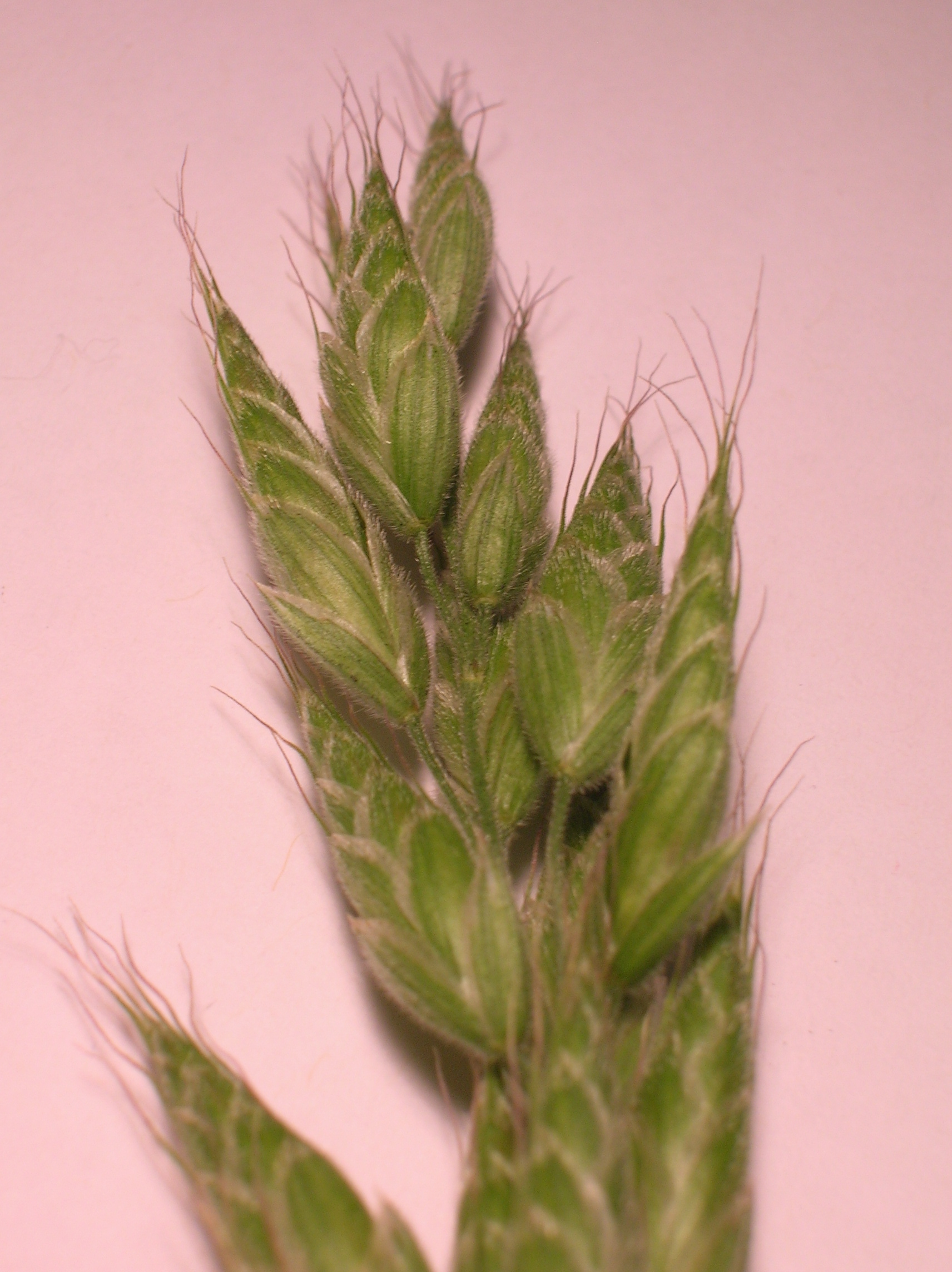
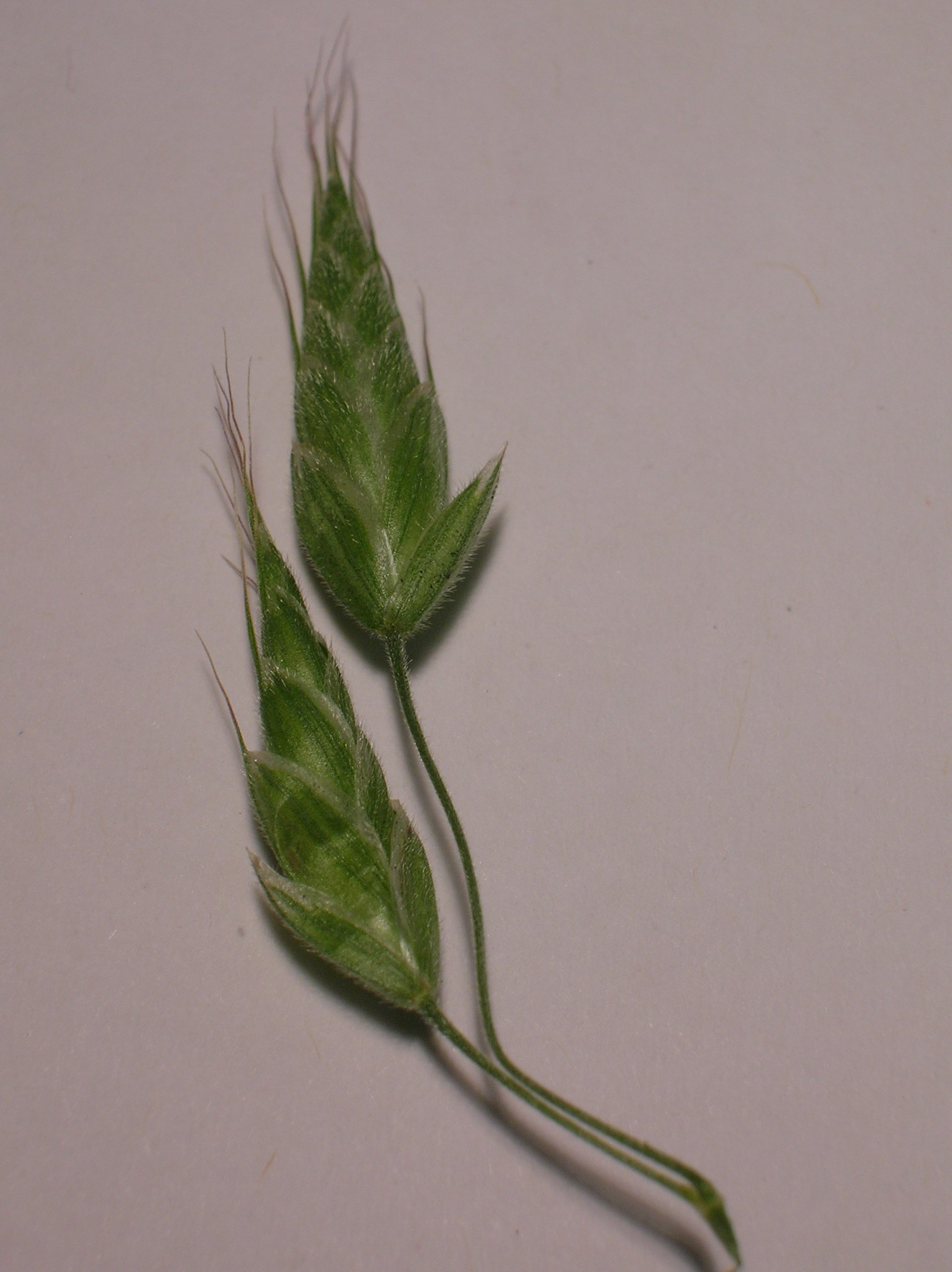